# زين العابدين (سياسي)
زين العابدين بن محمد رشيد (من مواليد 17 مارس 1948) هو دبلوماسي وصحفي وسياسي سابق من سنغافورة. كان عضوًا سابقًا في حزب العمل الشعبي الحاكم، وشغل منصب عضو في البرلمان ممثلًا عن دائرة يونس ضمن مجموعة الدوائر الانتخابية في ألجونيد بين عامي 2001 و2011، كما مثل دائرة بونغول إيست ضمن مجموعة دوائر تشينغ سان بين عامي 1997 و2001.
شغل سابقًا منصب وزير الدولة الأول للشؤون الخارجية بين عامي 2006 و2011 ورئيس بلدية المنطقة الشمالية الشرقية من عام 2001 إلى عام 2009. كما شغل منصب سفير سنغافورة لدى الكويت ومبعوث خاص إلى الشرق الأوسط.

## التعليم
التحق زين العابدين بمدرسة جالان داود الابتدائية ومعهد رافلز قبل تخرجه من جامعة سنغافورة الوطنية، حيث تخصص في الاقتصاد. كما حاز على الجائزة الذهبية للشباب السنغافوري المتميز عام 1974.

## السيرة

### المسيرة الصحفية
كان زين العابدين صحفيًا في شركة سنغافورة برس هولدينجز بين عامي 1976 و1996، وعمل محررًا في نشرة أخبار آسيا، وبيريتا هاريان، وصحيفة صنداي تايمز، ثم محررًا مشاركًا في صحيفة ستريتس تايمز، قبل أن يتم إعارته إلى القطاع الحكومي.

### المسيرة السياسية
ترشح زين العابدين لأول مرة في الانتخابات العامة السنغافورية عام 1997 عن حزب العمل الشعبي في دائرة تشنغ سان التمثيلية، ضد حزب العمال، الذي كان مرشحاه البارزان جيه بي جياراتنام وتانغ ليانغ هونج. فاز حزب العمل الشعبي في الدائرة.
عُيّن زين العابدين أميناً برلمانياً أول لوزارة الخارجية من عام 1998 إلى عام 2001.
انتقل زين العابدين لاحقًا إلى مجلس إدارة الجنيد للمشاركة في الانتخابات العامة عام 2001، حيث فاز بسهولة. ثم عُيّن وزيرًا للدولة بوزارة الخارجية عام 2004.
استمر في عضوية مجلس إدارة ألجونيد حتى الانتخابات العامة لعام 2006، حيث تنافس حزب العمال أيضًا في الدائرة. فاز حزب العمل الشعبي في الانتخابات بنسبة 56.09% من الأصوات. ثم عُيّن وزير دولة أول بين عامي 2006 و2011.
كما شغل منصب رئيس بلدية مجلس تنمية المجتمع الشمالي الشرقي من عام 2001 إلى عام 2008.
في الانتخابات العامة لعام 2011، كان زين العابدين جزءًا من فريق حزب العمل الشعبي الذي خسر مجلس النواب في ألجونيد أمام حزب العمال، المكون من لو ثيا خيانغ، وبريتام سينغ، وسيلفيا ليم، ومحمد فيصل ماناب، وتشين شو ماو. وفي مقابلة أجريت معه بعد الانتخابات، أشار إلى أن تصريحات لي كوان يو حول الملايو والمسلمين والاندماج في كتابه حقائق قاسية للحفاظ على استمرار سنغافورة، ربما كان لها بعض التأثير على أصوات الملايو، و«تأثر الكثيرون بهذه التصريحات وما زالوا كذلك». خلال الحملة الانتخابية، كان رئيس الوزراء لي هسين لونغ ينوي ترشيح زين العابدين رئيسًا للبرلمان في حال إعادة انتخاب فريق حزب العمل الشعبي في ألجونيد يوم الانتخابات، لكن ذلك لم يحدث حيث خسر فريق حزب العمل الشعبي في مجلس النواب في ألجونيد أمام حزب العمال بقيادة لو ثيا خيانغ، وفي النهاية رشح لي ميخائيل بالمر رئيسًا للبرلمان.
قبل الانتخابات الرئاسية لعام 2011، رفض زين العابدين إعلان ترشحه في 29 مايو، لكنه لم يستبعد ذلك قطعًا، مُعلنًا رغبته في أخذ استراحة قبل اتخاذ أي قرار. ولم يُدلِ بأي تصريحات إضافية حول حملة محتملة بعد ذلك.

### المناصب في القطاع العام والخاص
كان زين العابدين عضوًا في مجلس أوغاما الإسلام في سنغافورة من عام 1986 إلى عام 1988. ثم خدم في منداكي من عام 1990 إلى عام 1993.
تولى العديد من المناصب، من بينها ما يلي:
- عضو مجلس جامعة سنغافورة الوطنية،
- عضو مجلس أمناء شركة إن تي يو سي للرعاية الصحية التعاونية المحدودة
- عضو مجلس إدارة شركة مينداكي القابضة
- عضو مجلس محافظي آر آي
- مستشار نقابة عمال موانئ سنغافورة
- النائب السابق لرئيس مؤسسة التراث الماليزي
- عضو اللجنة الوطنية لأخلاقيات الطب

في سبتمبر 2011، بعد الانتخابات العامة، عُيِّن زين العابدين رئيسًا لشركة إس بيه إتش يونيون ووركس، المملوكة لشركة سنغافورة برس هولدينغز، التي تدير محطتين إذاعيتين في سنغافورة هما 91.3 إف إم و 100.3 إف إم. كما تم تعيينه مستشارًا لذراع النشر الكتابي ستريتس تايمز برس.
يعمل زين العابدين أيضًا في مجالس إدارات العديد من الشركات المحلية والدولية، من بينها: رئيس مجلس إدارة شركة دايموند إلكتريك المحدودة، ونائب الرئيس والمدير المستقل الرئيسي لشركة أو إم القابضة المدرجة في أستراليا، وعضو مجلس إدارة شركة ميدياكورب، وعضو مجلس مركز العمل التطوعي والخيري الوطني، ومدير في تيميساك كيرز. كما يشغل منصب مستشار مؤسسي لشركة تيميساك إنترناشونال.

### المسيرة الدبلوماسية
في 27 أكتوبر 2011، عُيّن زين العابدين سفيرًا غير مقيم لدى الكويت ومبعوثًا خاصًا لوزير الخارجية إلى الشرق الأوسط.

## الحياة الشخصية
زين العابدين متزوج ولديه 3 أبناء وبنت.